# 川瀬夏菜
川瀬 夏菜（かわせ なつな、9月8日 - ）は、日本の漫画家。女性。広島県出身。血液型はO型。
高校時代に初投稿し、大学入学後に本格的に投稿を始める。種村有菜のアシスタント経験を経て2000年（平成12年）、『LaLa DX』（白泉社）9月号に掲載された、LMSベストルーキー賞受賞作「気になる条件」でデビュー。なお、種村作品には『イ・オ・ン』の頃から参加している（メンバー内では「ちーちゃん」と呼ばれていた）。ほとんどの作品が魔女や姫といったおとぎ話を題材にしたファンタジー漫画である事が特徴。

## 作品リスト

### 連載作品・書誌リスト
- 知らない国の物語（全3巻）
- ラピスラズリの王冠（全2巻）
- 飛べない魔女（全3巻）
- ガーリッシュ シーズン（短編集）
- 私のシンデレラ（短編集）
- 星よみの予言者（全1巻）
- 鬼の往き路 人の戻り路（全2巻）
- 大正恋処方箋（レシピ）（『ベツフラ』2021年10号[5]・11号[6]） - 単行本未収録
- ハードモードな悪役令嬢に転生しましたが生き延びて世界を救います！（全4巻、原作：彩戸ゆめ、『異世界ヤンジャン』・『となりのヤングジャンプ』2022年12月13日[7] - 2025年1月28日）

### 読切作品
- 気になる条件（『LaLa DX』2000年9月号） - 第102回LMSベスト・ルーキー賞、「知らない国の物語」第2巻収録
- 迷子の行方（『LaLa DX』2000年11月号[1]） - 第24回LMGフレッシュデビュー賞、「知らない国の物語」第2巻収録
- 雪の日の約束（『LaLa DX』2001年3月号）
- 運勢最悪の日（『LaLa DX』2001年5月号）
- 声の魔法（『LaLa DX』2001年11月号） - 「知らない国の物語」第1巻収録
- カルテットカルタ（『月刊LaLa』2002年10月号） - 「私のシンデレラ」収録
- 放課後お菓子時間（『LaLa DX』2002年11月号）
- 星降るおくりもの（『月刊LaLa』2003年1月号） - 「私のシンデレラ」収録
- ガーリッシュシーズン（『LaLa DX』2003年7月号） - 「ガーリッシュシーズン」収録
- ひなぎくろまんす（『LaLa DX』2003年9月号） - 「ラピスラズリの王冠」第1巻収録
- 真実のスペル（『LaLa DX』2003年11月号） - 「ガーリッシュシーズン」収録
- 螺旋階段とミルフィーユ（『月刊LaLa』2003年11月号）
- 幸山ミッション（『LaLaスペシャル』2004年） - 「飛べない魔女」第2巻収録
- 未完成幸福記録（『月刊LaLa』2004年7月号） - 「ガーリッシュシーズン」収録
- 約束の場所（『LaLa DX』2005年5月号） - 「飛べない魔女」第1巻収録
- 恋愛禁止花葉会議（『月刊LaLa』2005年8月号）
- 江戸ルネサンス（『月刊LaLa』2006年4月号） - 「ガーリッシュシーズン」収録
- 私のシンデレラ（『LaLa DX』2007年3月号） - 「私のシンデレラ」収録
- 境界の番人（『LaLa DX』2007年5月号）
- 風の指輪と光の腕輪（『LaLa DX』2008年7月号）
- マジカル☆ヒーローアワー（『LaLa DX』2008年11月号）
- 仙人の住む処（『LaLa DX』2009年9月号）
- 星の訪問者（『LaLaスペシャル』2010年2月号）
- 僕らのワンダーハウス（『LaLa DX』2012年5月号）
- 私と僕の変身方法（『LaLa DX』2012年9月号）
- いつかのメッセージ（『白LaLa』2012年12月号）
- いちいち細かい一関（原作：森里圭、『月刊ガンガンJOKER』2017年2月号）
- 王子様に勝つ日まで（『＆FLOWER』2019年31号（2019年7月19日配信）） - 電子書籍
- 想定外の彼女と俺（『デラックスベツコミ』2019年12月号増刊）
- わんこ系男子はあきらめない（『デラックスベツコミ』2020年2月号増刊）
- 恋するスイーツメイト（『デラックスベツコミ』2020年4月号増刊）
- 屋上の彼女のねがいごと（『デラックスベツコミ』2020年6月号増刊）
- きみへのココロバルーン（『デラックスベツコミ』2020年10月号増刊）
- 君の好きを 俺は認めない。（『デラックスベツコミ』2021年2月号増刊）
- 最後のデートは制服で（『デラックスベツコミ』2021年4月号増刊）
- 属性は勇者でヒロインで魔法使い（『デラックスベツコミ』2021年10月号増刊）
- 今日の俺はやっぱり運がいい（『デラックスベツコミ』2021年12月号増刊）
- 元少女漫画家の俺が幸せルートに導きたい（『デラックスベツコミ』2022年4月号増刊）
- 魔女の薬と知られぬ王子（『コミックトレイル』2024年12月27日配信[8]）